# Bernard Tellegen

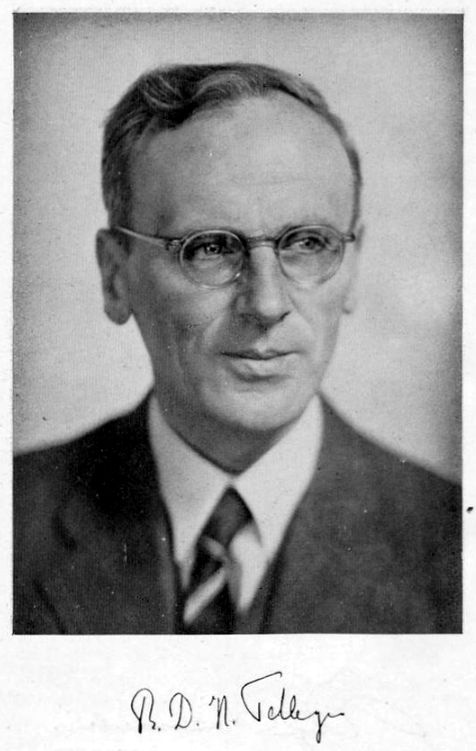
Prof. Ir. B. D. H. Tellegen, 1949

Bernardus Dominicus Hubertus Tellegen (* 24. Juni 1900 in Winschoten; † 30. August 1990 in Eindhoven) war ein niederländischer Elektrotechniker.

## Leben
Tellegen studierte bis 1923 Elektrotechnik an der Technischen Universität Delft. 1924 wurde er Mitarbeiter des Philips Natuurkundig Laboratorium.
Tellegens erste Studien betrafen Vakuumröhren, sein Interesse galt der Elektronenbewegung in Trioden und Mehrgitter-Röhren. Dies führte ihn 1926 zur Erfindung der Pentode, die er in mehreren Ländern patentieren ließ. Des Weiteren erhielt er in seinem Leben etwa 57 Patente (alleine oder in Kooperation mit anderen).
In den darauffolgenden Jahren schrieb er mehrere Publikationen zu elektrischen Schaltkreisen.
1932 wurde festgestellt, dass die Radioprogramme von Radio Beromünster, wenn sie in den Niederlanden ankamen, auch Signale von Radio Luxemburg enthielten. Zunächst wurde ein Übersprechen in den Empfängerröhren vermutet. Tellegen gelang es jedoch nachzuweisen, dass es sich hier um einen nichtlinearen Effekt in der Ionosphäre – ausgelöst durch den sehr starken luxemburgischen Sender – handelte (Luxemburg-Effekt).
Bei seinen weiteren Arbeiten zu elektrischen Netzwerken galt sein Interesse fundamentalen Problemen wie Dualität, Geometrische Konfigurationen sowie Synthese im Speziellen von widerstandslosen Vierpolen. Bei seiner grundlegenden Studie klassischer passiver Elemente kam er zum Schluss, dass ein neues Element, der Gyrator den bestehenden Satz komplettieren würde. Tellegen untersuchte auch die Eigenschaften von Schaltkreisen mit diesem Bauteil.
1952 veröffentlichte Tellegen das Tellegen’sche Theorem.
In den Jahren 1946 bis 1966 war er außerordentlicher Professor für Schaltungstheorie an der Technischen Universität Delft.
Von 1942 bis 1952 war er Präsident der Nederlands Elektronica en Radio Genootschap (Niederländische Elektronik und Radio Gesellschaft), die ihn danach zum Ehrenmitglied ernannte. Von 1948 bis 1960 war er Vorsitzender des niederländischen Komitees der International Union of Radio Science (URSI), deren Vizepräsident er von 1952 bis 1957 war. Von 1957 bis 1960 war er stellvertretender Vorsitzender deren Kommission.

## Auszeichnungen und Ehrungen
- Mitglied der Königlich Niederländischen Akademie der Wissenschaften (1960)
- Ehrenmitglied der Nederlands Elektronica en Radio Genootschap
- Ehrenmitglied des Australian Institute of Radio Engineers auf Lebenszeit (1953)
- Wissenschaftspreis des Royal Dutch Institute of Engineers (KIVI)
- Fellow Award der IEEE (1955)
- Edison-Medaille der IEEE (1973)
- Dr. h. c. von der Universität Delft (1970)